# Demonax unicolor
Demonax unicolor är en skalbaggsart som beskrevs av Aurivillius 1924. Demonax unicolor ingår i släktet Demonax och familjen långhorningar. Inga underarter finns listade i Catalogue of Life.